# Juntoku
L'emperador Juntoku (顺 徳 天皇, Juntoku-Tennō, 22 d'octubre del 1197 - 7 d'octubre del 1242) va ser el 84è emperador del Japó, segons l'ordre tradicional de successió. Va regnar entre els anys 1210 i 1221. Abans de ser ascendit al Tron de Crisantem, el seu nom personal (imina) era Príncep Imperial Morinari (守成 亲王, Morinari-shinnō).

## Biografia

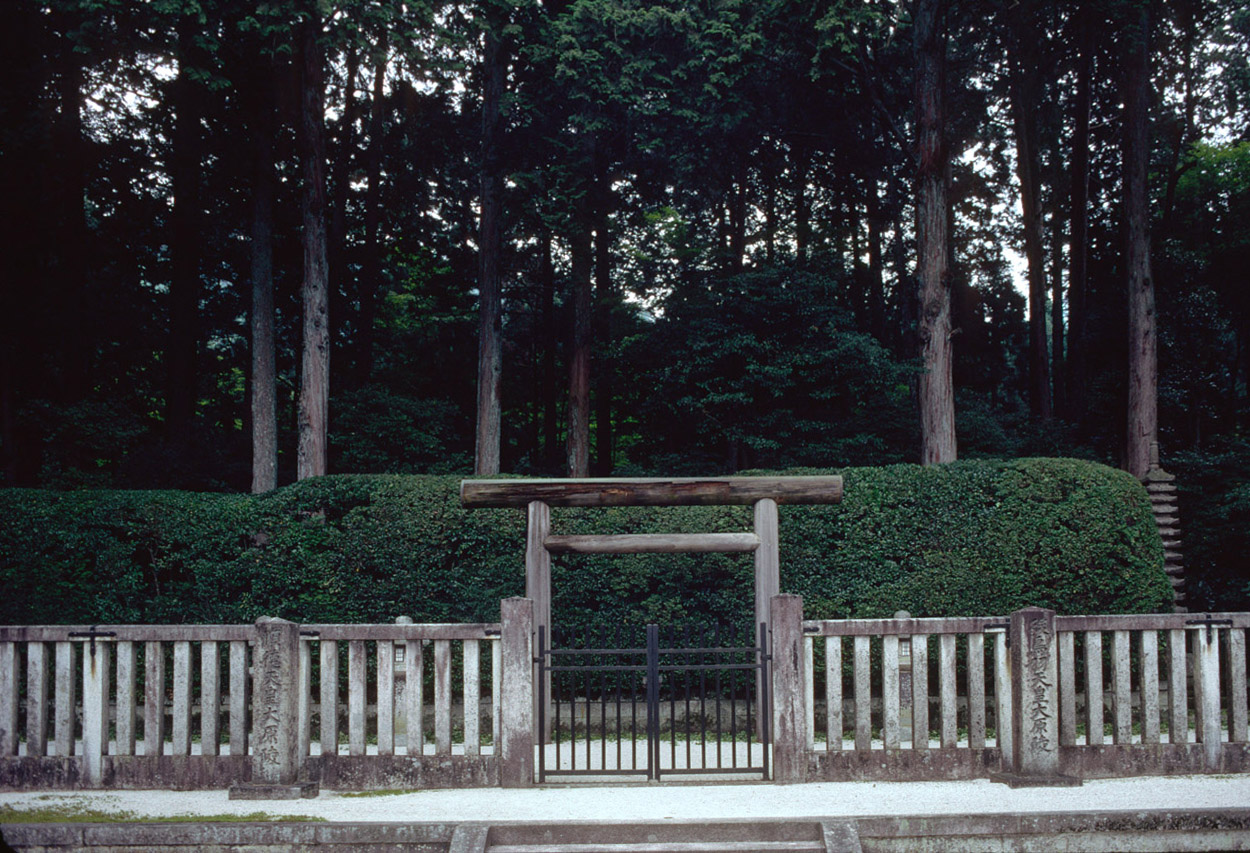
Tomba de l'emperador Juntoku i de l'emperador Go-Toba, a Kioto.

El Príncep Imperial Morinari es va convertir en Príncep de la Corona el 1200. En 1210 va assumir el tron com l'emperador Juntoku, després de la constant pressió del seu pare, l'emperador Go-Toba perquè abdiqués el seu germà gran, l'emperador Tsuchimikado. Durant el regnat de l'emperador Juntoku, el seu pare va assumir el poder efectiu com a emperador enclaustrat.
En 1221, va ser forçat a abdicar per la seva participació en un incident fallit en el qual l'emperador Go-Toba buscava enderrocar el shogunat Kamakura i proclamar la restauració imperial. L'emperador Juntoku va ser enviat a l'exili a l'illa de Sado, lloc on va estar fins a la seva mort en 1242.
L'emperador va ser conegut pòstumament com a Sado-no In (佐渡 院, Sado-no In), A causa dels seus últims anys en l'exili a Sado. Va ser enterrat al mausoleu Mà Gory, a l'oest de l'illa. La Tomba Imperial oficial de l'Emperador Juntoku està a Kyoto.
Va ser deixeble de Fujiwara no Sadai, que li va ensenyar poesia. Un dels poemes de l'emperador va ser inclòs en l'antologia poètica, Ogura Hyakunin Isshu.